# Philautus
Philautus és un gènere de granotes de la família Rhacophoridae.

## Taxonomia
- Philautus abditus
- Philautus abundus
- Philautus acutirostris
- Philautus acutus
- Philautus adspersus
- Philautus albopunctatus
- Philautus alto
- Philautus amoenus
- Philautus andersoni
- Philautus annandalii
- Philautus asankai
- Philautus aurantium
- Philautus auratus
- Philautus aurifasciatus
- Philautus banaensis
- Philautus beddomii
- Philautus bombayensis
- Philautus bunitus
- Philautus caeruleus
- Philautus cardamonus
- Philautus carinensis
- Philautus cavirostris
- Philautus chalazodes
- Philautus charius
- Philautus cinerascens
- Philautus cornutus
- Philautus cuspis
- Philautus decoris
- Philautus dimbullae
- Philautus disgregus
- Philautus dubius
- Philautus erythrophthalmus
- Philautus eximius
- Philautus extirpo
- Philautus femoralis
- Philautus fergusonianus
- Philautus flaviventris
- Philautus frankenbergi
- Philautus fulvus
- Philautus folicola
- Philautus garo
- Philautus glandulosus
- Philautus gracilipes
- Philautus griet
- Philautus gryllus
- Philautus gunungensis
- Philautus hallidayi
- Philautus halyi
- Philautus hoffmanni
- Philautus hoipolloi
- Philautus hosii
- Philautus hypomelas
- Philautus ingeri
- Philautus jacobsoni
- Philautus jerdonii
- Philautus jinxiuensis
- Philautus kempiae
- Philautus kerangae
- Philautus leitensis
- Philautus leucorhinus
- Philautus limbus
- Philautus longchuanensis
- Philautus longicrus
- Philautus lunatus
- Philautus luteolus
- Philautus macropus
- Philautus maia
- Philautus malcolmsmithi
- Philautus maosonensis
- Philautus medogensis
- Philautus menglaensis
- Philautus microdiscus
- Philautus microtympanum
- Philautus mittermeieri
- Philautus mjobergi
- Philautus mooreorum
- Philautus namdaphaensis
- Philautus nanus
- Philautus nasutus
- Philautus neelanethrus
- Philautus nemus
- Philautus ocellatus
- Philautus ochlandrae
- Philautus ocularis
- Philautus odontotarsus
- Philautus oxyrhynchus
- Philautus pallidipes
- Philautus papillosus
- Philautus pardus
- Philautus parvulus
- Philautus petersi
- Philautus petilus
- Philautus pleurotaenia
- Philautus poecilius
- Philautus poppiae
- Philautus popularis
- Philautus procax
- Philautus refugii
- Philautus regius
- Philautus reticulatus
- Philautus rhododiscus
- Philautus romeri
- Philautus rugatus
- Philautus rus
- Philautus sahai
- Philautus sanctisilvaticus
- Philautus sarasinorum
- Philautus saueri
- Philautus schmackeri
- Philautus schmarda
- Philautus semiruber
- Philautus shillongensis
- Philautus signatus
- Philautus silus
- Philautus silvaticus
- Philautus simba
- Philautus similipalensis
- Philautus similis
- Philautus sordidus
- Philautus steineri
- Philautus stellatus
- Philautus stictomerus
- Philautus stuarti
- Philautus supercornutus
- Philautus surdus
- Philautus surrufus
- Philautus tectus
- Philautus temporalis
- Philautus terebrans
- Philautus tinniens
- Philautus travancoricus
- Philautus tuberohumerus
- Philautus tytthus
- Philautus umbra
- Philautus variabilis
- Philautus vermiculatus
- Philautus viridis
- Philautus vittiger
- Philautus worcesteri
- Philautus wynaadensis
- Philautus zal
- Philautus zimmeri
- Philautus zorro